# Cynthia Meyer
Cynthia Meyer (Nova Iorque, 6 de outubro de 1985) é uma atiradora esportiva canadense, especialista na fossa olímpica.

## Carreira

### Rio 2016
Cynthia Meyer representou seu país nas Olimpíadas de 2016, ficando na 7º colocação na fossa olímpica, fora das finais.